# Telmatactis limnicola
Telmatactis limnicola is een zeeanemonensoort uit de familie Isophelliidae.
Telmatactis limnicola is voor het eerst wetenschappelijk beschreven door Andrès in 1881.